# Longwy
Longwy (Luxemburgs: Lonkech, Duits: Langich) is een gemeente in het Franse departement Meurthe-et-Moselle (regio Grand Est). De plaats maakt deel uit van het arrondissement Briey. De gemeente had in 2020 15.117 inwoners.
De vestingwerken van de stad zijn onderdeel van de Werelderfgoedlijst Vestingwerken van Vauban. Verder is de gemeente bekend als (voormalig) centrum van de staalindustrie.

## Geschiedenis

### Etymologie
De naam Longwy is afkomstig van de Latijnse woorden 'longus' (lang) en 'vicus' (dorp, wijk) omdat de oorspronkelijke nederzetting zich ontwikkelde op een langgerekte rotsachtige uitloper (huidige site van het oude kasteel).

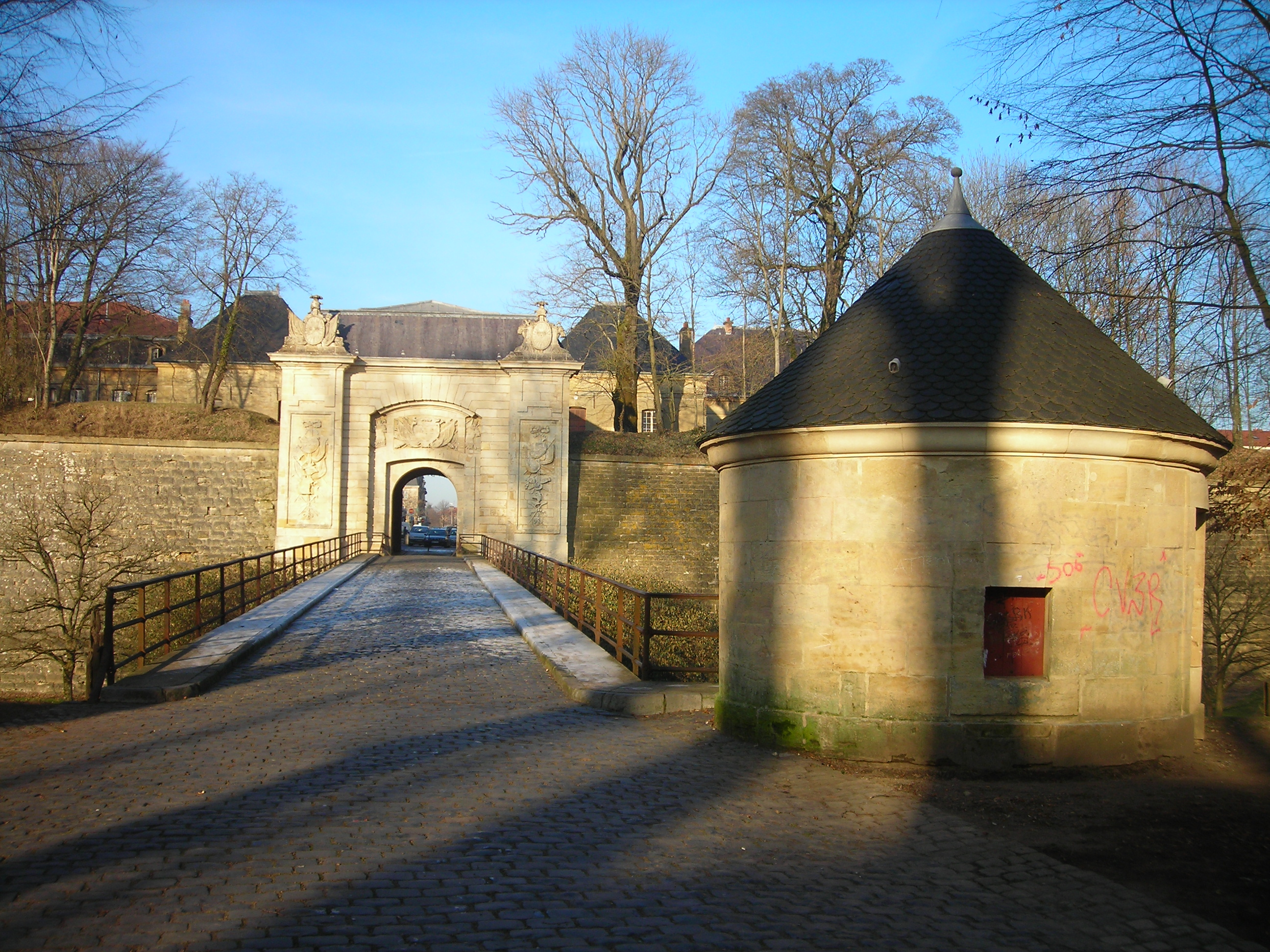
Deel van een oude vestingmuur

### Ontwikkeling
In de middeleeuwen heeft Longwy eeuwenlang deel uitgemaakt van het hertogdom Bar en in kortere periodes ook van het graafschap Chiny. De plaats ontwikkelde zich eerst bij het oude kasteel, maar vanaf de 13e eeuw ontwikkelde zich ook Longwy-Bas aan de oever van de Chiers. In 1276 kreeg Longwy stadsrechten. Het kasteel van Longwy was in de 15e eeuw een van de belangrijkste burchten van Lotharingen.

### Oorlog
De Fransen namen de stad in tijdens de Dertigjarige Oorlog en opnieuw in 1670. In 1678, bij de vrede van Nijmegen, kwam Longwy definitief bij Frankrijk. De Franse vestingingenieur Vauban voorzag de stad toen van sterke vestingwerken. Hiervoor werden het kasteel en de bovenstad afgebroken. De stad werd belegerd in 1815 en gebombardeerd in 1870 tijdens de Frans-Duitse Oorlog.
Tijdens de Slag om Longwy, bij het begin van de  Eerste Wereldoorlog, werd de vesting verdedigd door 3500 soldaten onder leiding van commandant Darche. Na een beleg van 24 dagen door het 5e Duitse Leger (getalsterkte 200.000 soldaten) capituleerde de vesting op 27 augustus 1914. Voor deze uitzonderlijke prestatie werd de stad gedecoreerd met het Croix de guerre met palm en het Légion d'honneur.

### Industrie

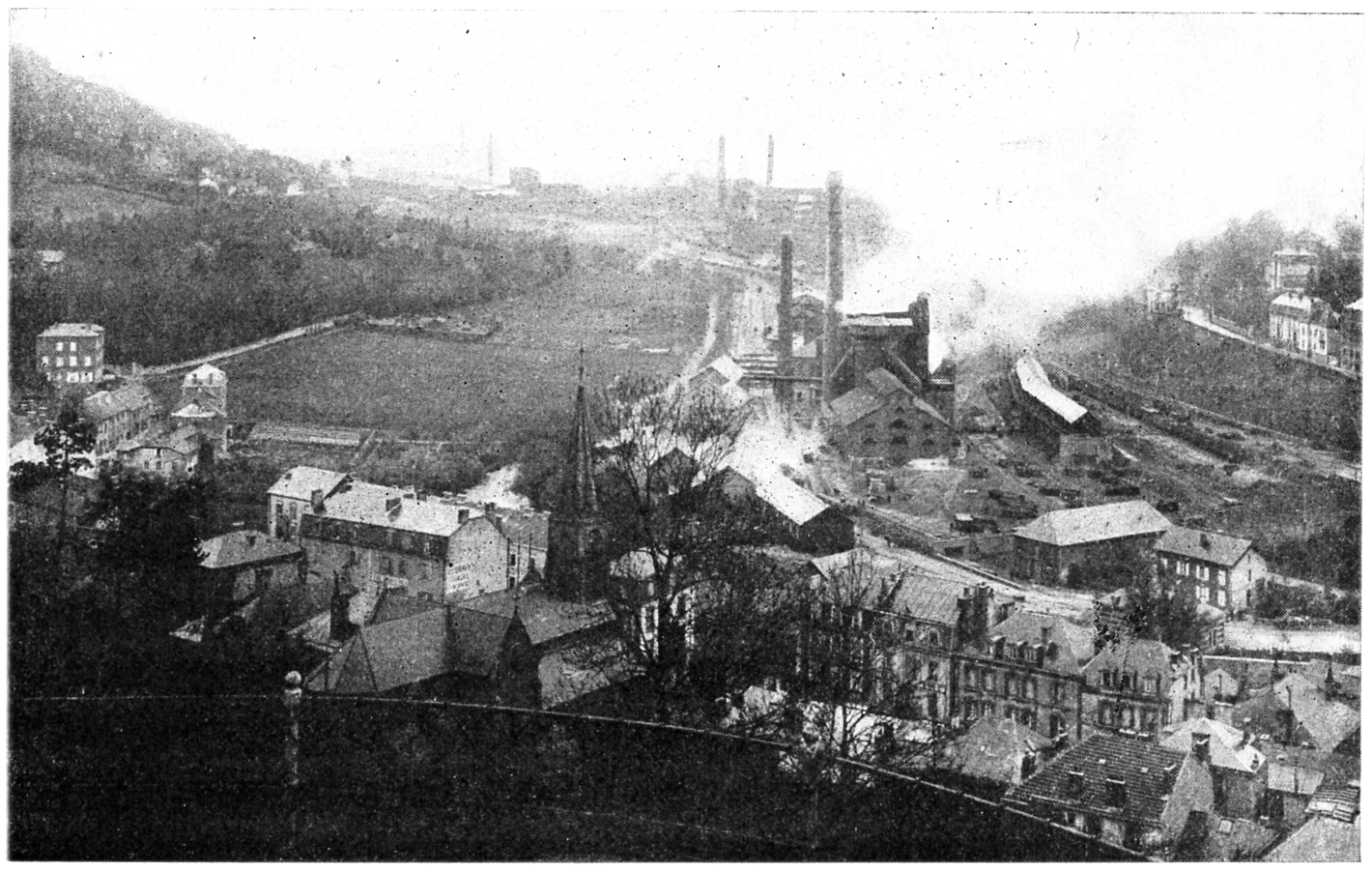
Staalindustrie in Longwy

In de 19e eeuw kreeg Longwy bekendheid door zijn faience en glazuur. Toen Frankrijk in 1871 Elzas-Lotharingen aan Duitsland moest afstaan, bleef Longwy bij Frankrijk. Toen de Engelse ingenieur Gilchrist Thomas een procedé ontdekte waarmee ook uit fosforhoudende ertsen goed staal kon worden bereid, nam het belang van het Luxemburgs-Lotharingse ijzerertsgebied sterk toe. Longwy was in de periode 1870-1918 het Franse centrum van de zich hier stormachtig ontwikkelende staalindustrie. Vanaf 1910 werd ook een poging ondernomen om Longwy te ontwikkelen als kuuroord met thermen, maar deze plannen werden gefnuikt door de Eerste Wereldoorlog.
Ook na de oorlog bleef Longwy een centrum van de staalindustrie. De bevolking groeide explosief tot bijna 25.000. Immigranten kwamen voornamelijk uit Polen en Italië. Toen de staalindustrie aan het eind van de jaren 1960 in moeilijkheden geraakte en bij de herstructurering het grootste deel van de staalarbeiders moest afvloeien, is Longwy in verval geraakt, aangezien er in deze stad onvoldoende vervangende werkgelegenheid werd gecreëerd. Ongeveer de helft van de beroepsbevolking werkt als grensarbeider in het Groothertogdom Luxemburg.

## Geografie
De oppervlakte van Longwy bedroeg op 1 januari 2022 5,34 vierkante kilometer; de bevolkingsdichtheid was toen 2.901,1 inwoners per km².
Longwy ligt aan de rivier de Chiers, een zijrivier van de Maas vlak bij het drielandenpunt bij Aubange in België en Rodange in Luxemburg. De plaats ligt aan de E44.
De onderstaande kaart toont de ligging van Longwy met de belangrijkste infrastructuur en aangrenzende gemeenten.

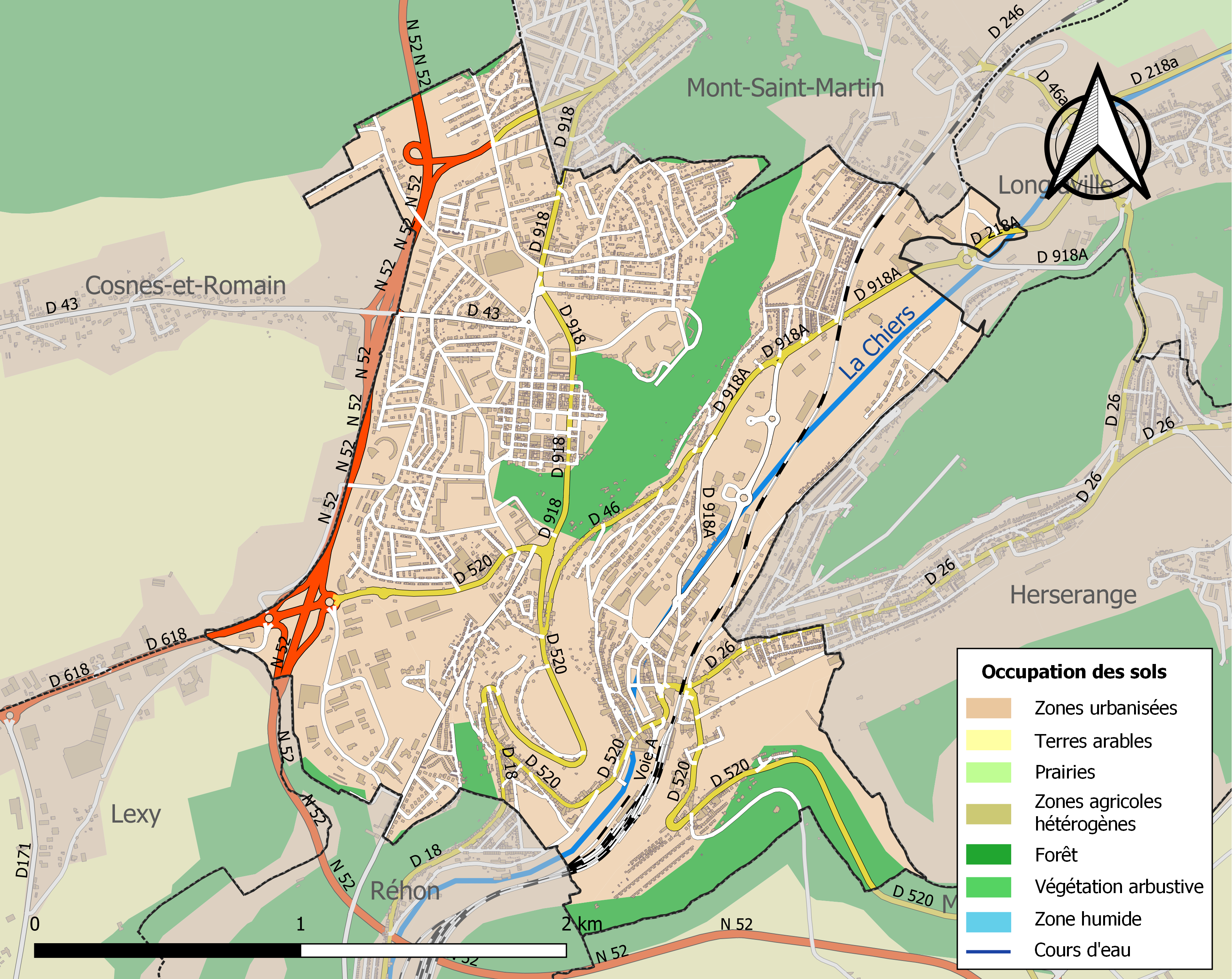

## Demografie
De figuur rechts toont het verloop van het inwonertal (bron: INSEE-tellingen).

## Bezienswaardigheden

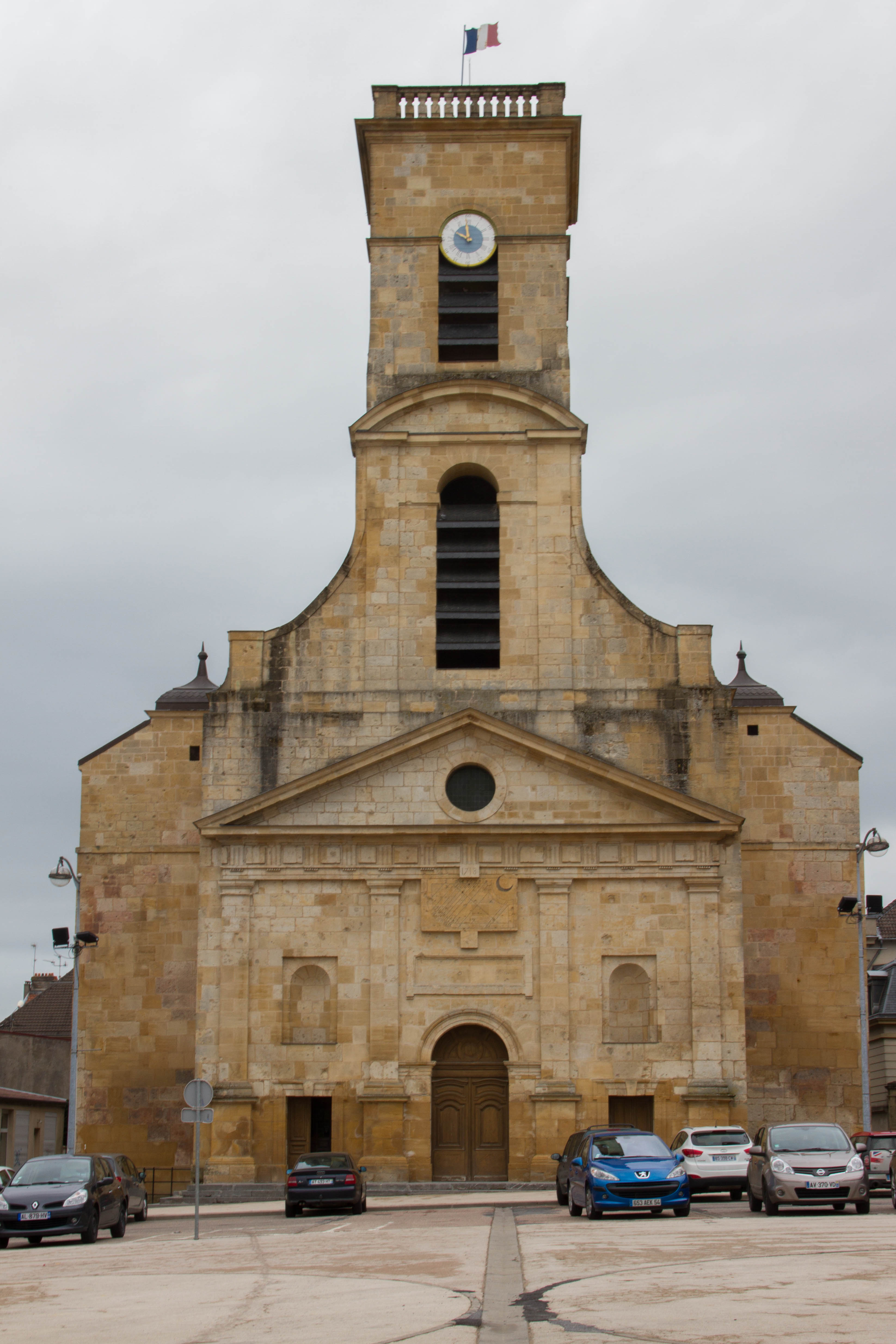
Kerk Saint-Dagobert

De vestingwerken van Vauban zijn bijzonder omdat deze van de weinige zijn die volledig naar ontwerp van deze Franse fortenbouwer zijn gebouwd. In de meeste plaatsen bouwde Vauban namelijk voort op reeds aanwezige vestingwerken. De vestingwerken zijn onderdeel van de Werelderfgoedlijst Vestingwerken van Vauban. Het vroegere kasteel van Longwy werd afgebroken om plaats te maken voor deze vestingwerken. In de plaats kwam een park met arboretum. De kerk Saint-Dagobert werd vanaf 1680 gebouwd in de nieuwe Ville-Haute, binnen de vestingmuren. De kerk werd in 1933 beschermd als historisch monument.
Het Musée des Émaux et Faïences is een gemeentelijk museum dat de geschiedenis van de stad vertelt. Bijzondere aandacht is er voor de faience, die vanaf 1798 in Longwy werd geproduceerd, en de glazuur (vanaf 1870). Maar het museum bezit ook werk van lokale kunstenaars zoals Jean-Paul Aubé en Paul Georges Klein.

## Sport
Longwy was vier keer de plaats van vertrek in de wielerwedstrijd Tour de France. Zeven keer was Longwy de aankomstplaats in de Tour; de laatste keer in 2022. De eerste vier aankomsten waren voor de Eerste Wereldoorlog met twee overwinningen van de Luxemburger François Faber. In 1982 won de Belg Daniel Willems, in 2017 de Slowaak Peter Sagan en in 2022 de Sloveen Tadej Pogačar.

## Geboren
- Jean-Baptiste Fresez (1800-1867), Luxemburgs schilder
- Jean-Paul Aubé (1837-1916), beeldhouwer
- Lily Unden (1908-1989), Luxemburgs schilder en dichter
- Paul Georges Klein (1909-1994), kunstschilder